# Prstenasta vrsta
Prstenaste vrste ili ring vrste su posebni tipovi klina, gdje je njihova geografska distribucija takva da se dva njena kraja međusobno prekrivaju, ali, iako su susjedne – rijetko hibridiziraju. To je posljedica kumulativnog efekta mnogih fenotipskih promjena duž kline. Na ostalim područjima preklpanja susjednih populacija duž kline, susjedne populacije se ukrštaju – svaka sa svojim geografski susjednim populacijama, kao i u standardnoj klini.
U primjeru galebova Larus, okoliši populacija se cirkumpolarno preklapaju na krajevima svake od njih, što nameće problem šta ovdje čini vrstu: nigdje se duž kline ne može povući međupopulacijska granica, ali se krajnje ne mogu ukrštati. Međutim nedavna istraživanja su dala genetičke dokaze da je ovaj primjer daleko složeniji od pomenutih pretpostavki i da ovaj primjer vjerovatno ne predstavlja tipske prstenaste vrste.

## Problem definicije
Prstenaste vrste predstavljaju zanimljiv problem za taksonome, koji žele podijeliti živi svijet u diskretne vrste, čak i kada se radi o lancu vrsta koje su usko povezane sa specijacijom (u ovom slučaju, parapatričnom).
Uostalom, sve što razlikuje prstenaste vrste od dvije odvojene vrste je lančano povezivanje populacija - ako dovoljno za poprekine vezu uzgoj, polazna i distalna populacija prstenaste vrste će biti prepoznate kao dvije različite vrste.
Problem je, dakle, da li da kvantificirati cijeli prsten kao jedinstvenu vrstu (bez obzira na činjenicu da se jedinke mogu međusobno ukrstiti) ili klasificirati svaku populaciju kao posebnu vrstu (bez obzira na činjenicu da se može ukrštati sa jedinkama bliskosusjedne populacije). Ring vrste pokazuju da koncept vrste nije tako jasan kao što se često misli da jeste.